# Wiaczesław Czeczer
Wiaczesław Łeonidowycz Czeczer, ukr. Вячеслав Леонідович Чечер (ur. 15 grudnia 1980 w Mikołajowie, Ukraińska SRR) – ukraiński piłkarz grający na pozycji obrońcy, reprezentant Ukrainy.

## Kariera piłkarska

### Kariera klubowa
Jest wychowankiem Szkoły Piłkarskiej Sudnobudiwnyka Mikołajów. W wieku 15 lat przeszedł do Szkoły Piłkarskiej Dnipro-75 Dniepropetrowsk. W 2000 rozpoczął karierę seniorską w klubie Krywbas Krzywy Róg. W końcu 2001 został sprowadzony do Metałurha Donieck, w którym pełnił funkcję kapitana drużyny. W lipcu 2010 został wypożyczony do rosyjskiego klubu Kubań Krasnodar, ale tylko trenował się z drużyną. 9 sierpnia 2010 na zasadach wypożyczenia przeniósł się do Karpat Lwów. Zimą 2011 powrócił do Metałurha. Po rozformowaniu Metałurha 13 lipca 2015 przeniósł się do Zorii Ługańsk. 1 lipca 2019 opuścił ługański klub.

## Kariera reprezentacyjna
18 lutego 2004 roku debiutował w narodowej reprezentacji Ukrainy w zremisowanym 1:1 meczu towarzyskim z Libią. Łącznie rozegrał 5 gier reprezentacyjnych. W listopadzie 2004 razem z Serhijem Zakarluką i Ołeksandrem Zotowym został usunięty z reprezentacji za naruszenie dyscypliny.

## Sukcesy i odznaczenia

### Sukcesy klubowe
- brązowy medalista Mistrzostw Ukrainy: 2003, 2005
- finalista Pucharu Ukrainy: 2012

### Sukcesy indywidualne
- rekordzista w ilości rozegranych meczów w Mistrzostwach Ukrainy w klubie Metałurh Donieck: 200 spotkań[7]

### Odznaczenia
- Medal "Za pracę i zwycięstwo": 2006[8]